# Berga/Elster
Berga/Elster és una poble alemany del districte de Greiz, a l'estat federat de Turíngia. Es troba a la riba del riu Weiße Elster, 14 km al sud-est de la ciutat de Gera.

## Història
Dins de l'Imperi Alemany (1871–1918), Berga/Elster formava part del ducat de Saxònia-Weimar-Eisenach.
Durant la Segona Guerra Mundial, s'hi va ubicar un camp de treball esclau anomenat Berga an der Elster per a excavar 17 túnels d'una fàbrica de municions subterrània. Els treballadors eren proveïts del camp de concentració de Buchenwald i del camp de presoners de guerra Stalag IX-B. Aquest últim infringia les disposicions de la Tercera Convenció de Ginebra i de les Conferències de la Haia de 1899 i 1907. Molts presoners van morir com a conseqüència de la desnutrició, la malaltia (inclosa la malaltia pulmonar a causa de la inhalació de la pols dels túnels excavats amb explosius) i les pallisses, inclosos els 73 presoners de guerra estatunidencs.